# Буде краще (фільм)
«Буде краще» (пол. «Bedzie lepiej») — польська чорно-біла музична комедія 1936 року. Режисер Міхал Вашинський.
У фільмі йдеться про пригоди двох львівських батярів.

## У ролях
- Генрик Фогельфенгер — «Тонько»
- Казімєж Вайда — «Щепко»
- Льода Немижанка — Ванда Ручинська
- Александр Жабчиньский — Юліан Далевич
- Антоній Фертнер — Онуфрій Ручинський
- Станіслав Селянський - Гіпек
- Ванда Яршевська
- Ірена Скверчиньска